# Bezirk Villach-Land
Der Bezirk Villach-Land (Villach Land ist nicht offiziell) ist ein politischer Bezirk des österreichischen Bundeslands Kärnten.
Innerhalb Kärntens hat der Bezirk den größten evangelischen Anteil.

## Angehörige Gemeinden

Der Bezirk Villach-Land hat eine Fläche von 1.009,29 km² und umfasst 19 Gemeinden, darunter neun Marktgemeinden. Die Einwohnerzahlen stammen vom 1. Jänner 2024.
| Gemeinde                  | slowenisch                  | Lage | Ew    | km²    | Ew / km² | Gerichtsbezirk | Region | Typ             | Foto | Metadaten         |
| ------------------------- | --------------------------- | ---- | ----- | ------ | -------- | -------------- | ------ | --------------- | ---- | ----------------- |
| Afritz am See             | Zobrce                      |      | 1.454 | 28,02  | 52       | Villach        |        | Gemeinde        | ja   | Gem.Kennz.: 20701 |
| Arnoldstein               | Podklošter                  |      | 7.143 | 67,40  | 106      | Villach        |        | Markt- gemeinde | ja   | Gem.Kennz.: 20702 |
| Arriach                   | Arjoh                       |      | 1.341 | 70,76  | 19       | Villach        |        | Gemeinde        | ja   | Gem.Kennz.: 20703 |
| Bad Bleiberg              | Plajberk pri Beljaku        |      | 2.166 | 44,81  | 48       | Villach        |        | Markt- gemeinde | ja   | Gem.Kennz.: 20705 |
| Feistritz an der Gail     | Bistrica na Zilji           |      | 650   | 19,34  | 34       | Villach        |        | Gemeinde        | nein | Gem.Kennz.: 20707 |
| Feld am See               | Obernšec                    |      | 1.060 | 33,67  | 31       | Villach        |        | Gemeinde        | ja   | Gem.Kennz.: 20708 |
| Ferndorf                  | Perja vas                   |      | 2.024 | 31,36  | 65       | Villach        |        | Gemeinde        | nein | Gem.Kennz.: 20710 |
| Finkenstein am Faaker See | Bekštanj                    |      | 9.402 | 102,01 | 92       | Villach        |        | Markt- gemeinde | ja   | Gem.Kennz.: 20711 |
| Fresach                   | Breze                       |      | 1.243 | 38,80  | 32       | Villach        |        | Gemeinde        | ja   | Gem.Kennz.: 20712 |
| Hohenthurn                | Straja vas                  |      | 908   | 27,18  | 33       | Villach        |        | Gemeinde        | ja   | Gem.Kennz.: 20713 |
| Nötsch im Gailtal         | Čajna                       |      | 2.340 | 42,72  | 55       | Villach        |        | Markt- gemeinde | ja   | Gem.Kennz.: 20719 |
| Paternion                 | Špaterjan                   |      | 5.767 | 105,50 | 55       | Villach        |        | Markt- gemeinde | ja   | Gem.Kennz.: 20720 |
| Rosegg                    | Rožek                       |      | 1.905 | 19,17  | 99       | Villach        |        | Markt- gemeinde | ja   | Gem.Kennz.: 20721 |
| Sankt Jakob im Rosental   | Šentjakob v Rožu            |      | 4.342 | 78,76  | 55       | Villach        |        | Markt- gemeinde | ja   | Gem.Kennz.: 20722 |
| Stockenboi                | Štokboj                     |      | 1.550 | 100,19 | 15       | Villach        |        | Gemeinde        | ja   | Gem.Kennz.: 20723 |
| Treffen am Ossiacher See  | Trebinje ob Osojskem jezeru |      | 4.601 | 71,09  | 65       | Villach        |        | Markt- gemeinde | ja   | Gem.Kennz.: 20724 |
| Velden am Wörther See     | Vrba na Koroškem            |      | 9.098 | 52,98  | 172      | Villach        |        | Markt- gemeinde | ja   | Gem.Kennz.: 20725 |
| Weißenstein               | Bilšak                      |      | 2.910 | 49,14  | 59       | Villach        |        | Markt- gemeinde | ja   | Gem.Kennz.: 20726 |
| Wernberg                  | Vernberk                    |      | 5.650 | 26,42  | 214      | Villach        |        | Gemeinde        | ja   | Gem.Kennz.: 20727 |

## Bevölkerung

### Bevölkerungsentwicklung

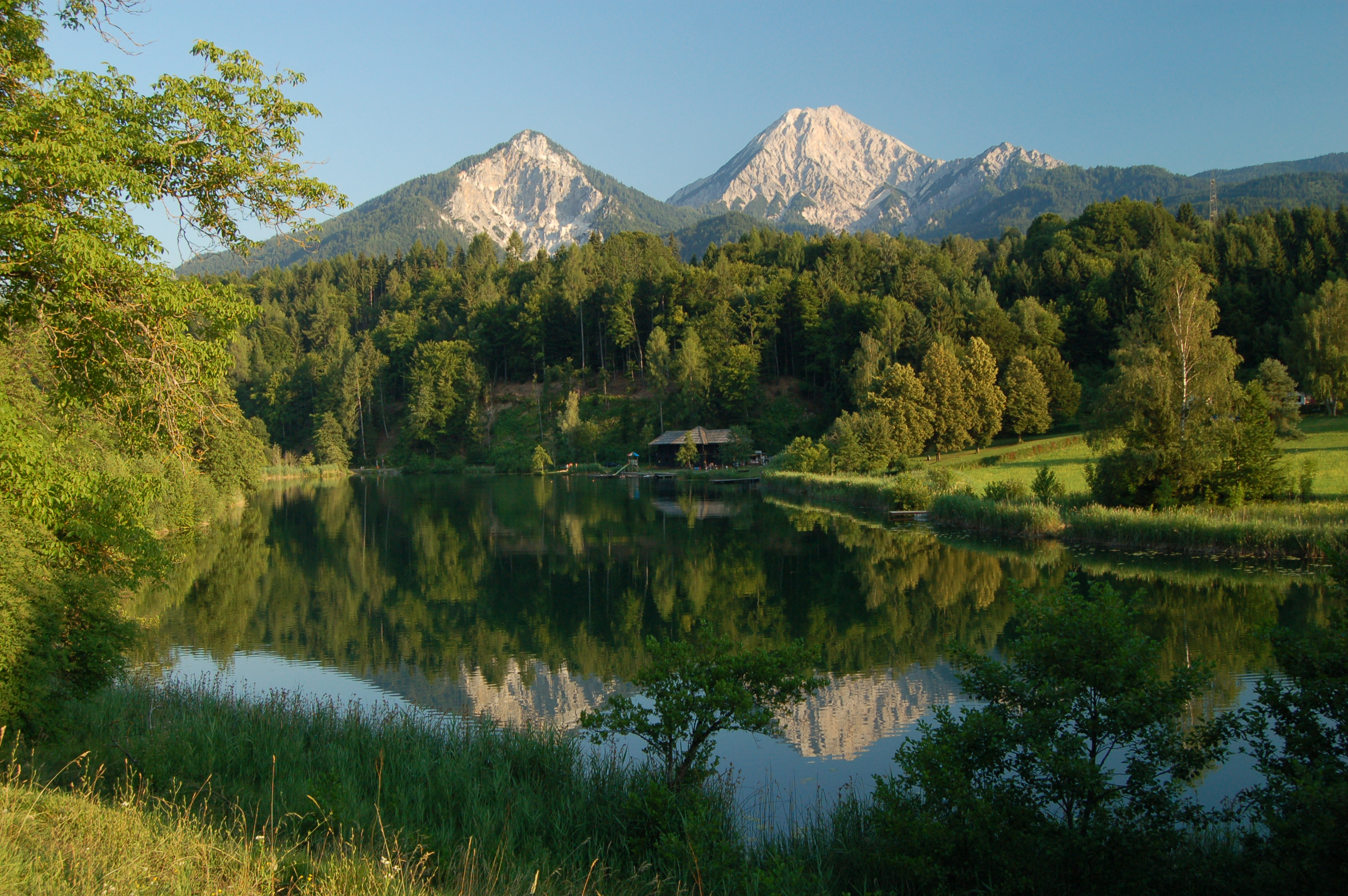
Mittagskogel, Karawanken

Der Bezirk Villach-Land hat 65.554 Einwohner (Stand 2024). Landschaftlich prägend sind die Karawanken und die Karnischen Alpen im Süden, die Flüsse Gail und Drau sowie der Faaker See und die Anteile am Wörther See und am Ossiacher See. Der Bezirk hatte über Jahrzehnte ein kontinuierliches Bevölkerungswachstum, das in den letzten Jahren abflachte. Siedlungs- und Arbeitsschwerpunkte sind die Tourismusgemeinden Velden am Wörthersee und Finkenstein am Faaker See.

### Einkommen, Arbeitslosigkeit
Das Durchschnittseinkommen im Bezirk ist deutlich unter dem Durchschnitt von Österreich und auch unter dem von Kärnten. Die Arbeitslosenquote liegt zwischen der von Kärnten und Österreich. Der Anteil der Langzeitarbeitslosen hat in den letzten Jahren zugenommen, dagegen ist der Anteil der arbeitslosen Jugendlichen deutlich unter dem Landesschnitt.
| Hier fehlt eine Grafik, die leider im Moment aus technischen Gründen nicht angezeigt werden kann. Wir arbeiten daran! | Hier fehlt eine Grafik, die leider im Moment aus technischen Gründen nicht angezeigt werden kann. Wir arbeiten daran! |

| Hier fehlt eine Grafik, die leider im Moment aus technischen Gründen nicht angezeigt werden kann. Wir arbeiten daran! | Hier fehlt eine Grafik, die leider im Moment aus technischen Gründen nicht angezeigt werden kann. Wir arbeiten daran! |

### Bildung
Der Trend zu höherer Bildung zeigt sich auch im Bezirk Villach-Land. Besonders auffällig ist der geringe Anteil an Pflichtschulabgängern:
| Hier fehlt eine Grafik, die leider im Moment aus technischen Gründen nicht angezeigt werden kann. Wir arbeiten daran!Villach Land | Hier fehlt eine Grafik, die leider im Moment aus technischen Gründen nicht angezeigt werden kann. Wir arbeiten daran!Kärnten | Hier fehlt eine Grafik, die leider im Moment aus technischen Gründen nicht angezeigt werden kann. Wir arbeiten daran!Österreich |

## Wirtschaft
Im Bezirk Villach-Land gibt es Gemeinden mit sehr unterschiedlicher wirtschaftlicher Ausprägung: Arriach hat hauptsächlich Land- und Forstwirtschaft, Arnoldstein ist von Gewerbe und Industrie geprägt und Velden hat einen starken Tourismus.
Den Hauptanteil von über 90 % bilden Klein- und Mittelbetriebe, es gibt jedoch auch eine Anzahl von Leitbetrieben wie Omya, Chemson, Strussnig, Seppele oder Evonik Degussa in der Region. Der Bezirk profitiert auch von seiner Lage im Drehkreuz Wien, Deutschland, Italien und Slowenien.

### Wirtschaftsstruktur
Sehr stark ausgeprägt ist der Dienstleistungssektor, vor allem der Tourismus hat dabei eine zentrale Rolle. Die Aufteilung in die Bereiche Landwirtschaft, Produktion und Dienstleistung entspricht der Gesamt-Kärntens.
| Hier fehlt eine Grafik, die leider im Moment aus technischen Gründen nicht angezeigt werden kann. Wir arbeiten daran!Villach Land | Hier fehlt eine Grafik, die leider im Moment aus technischen Gründen nicht angezeigt werden kann. Wir arbeiten daran!Kärnten |

### Land- und Forstwirtschaft
Der Bezirk Villach-Land hatte im Jahr 2017 einen Rinderbestand von 17.898 Tieren, das sind nicht ganz 10 % des Kärntner Bestandes.
Der Holzeinschlag mit 407.000 Festmeter dagegen entspricht etwa 15 % der Kärntner Menge.

### Industrie / Verarbeitendes Gewerbe, Herstellung von Waren

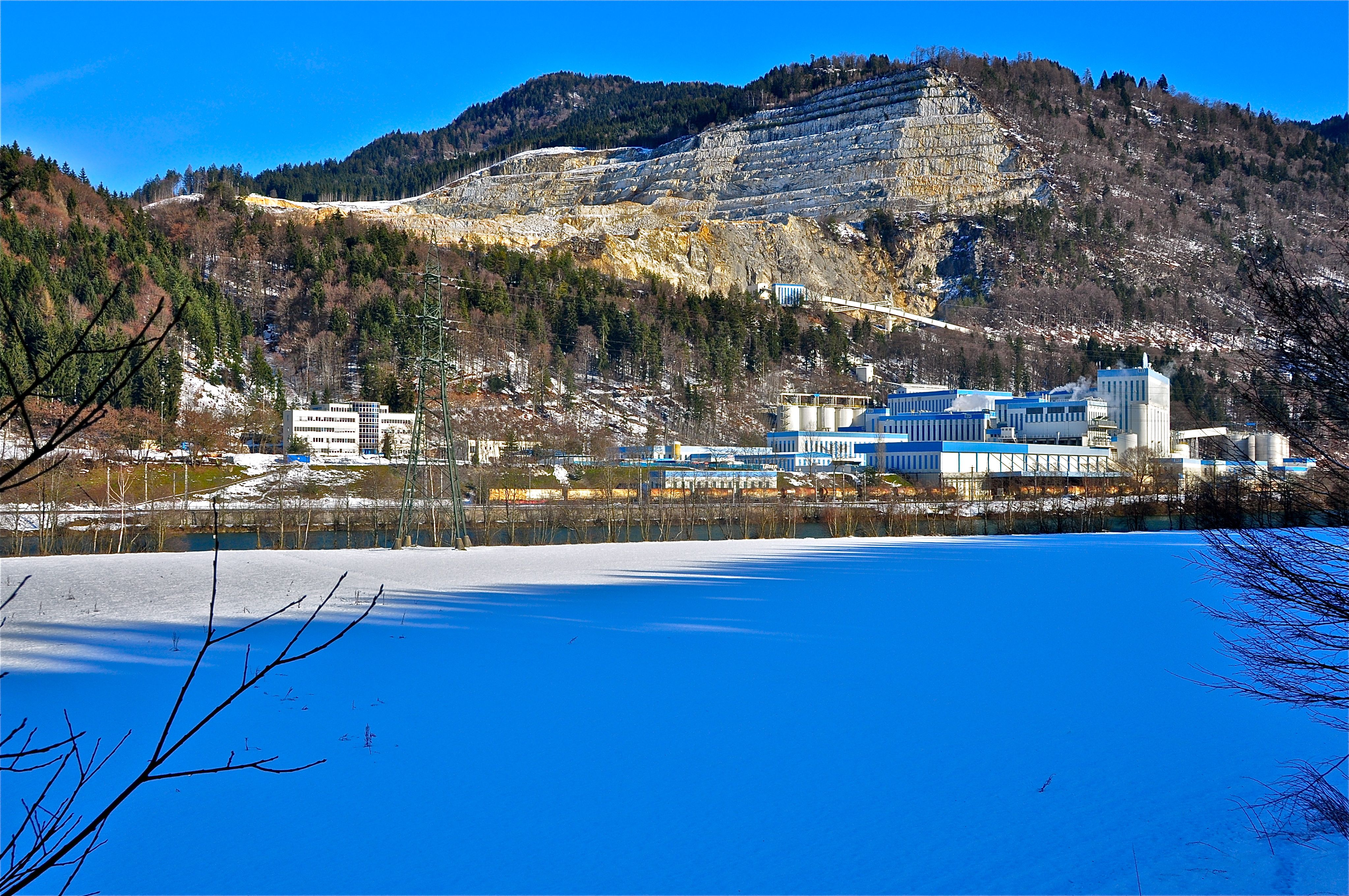
Omya-Werk in Gummern

Die Industriebetriebe mit den meisten Beschäftigten im Bezirk Villach-Land sind (Stand 2016):
- Omya GmbH
- Peter Seppele GmbH
- Strussnig Produktions GmbH
- Swietelsky BauGmbH
- Evonik GmbH

Die zwei Gemeinden Velden und Finkenstein haben die meisten Fremdenverkehrsbetriebe, Arnoldstein konnte auf dem 1991 eröffneten Industrie- und Gewerbepark 35 Unternehmen ansiedeln.

### Fremdenverkehr
Der Fremdenverkehr spielt für die drei Gemeinden an den Seen eine wesentliche Rolle: Velden am Wörther See, Finkenstein am Faaker See und Treffen am Ossiacher See haben überwiegend Gäste aus dem Ausland:
Übernachtungen im Tourismusjahr 2017 (in Tausend)

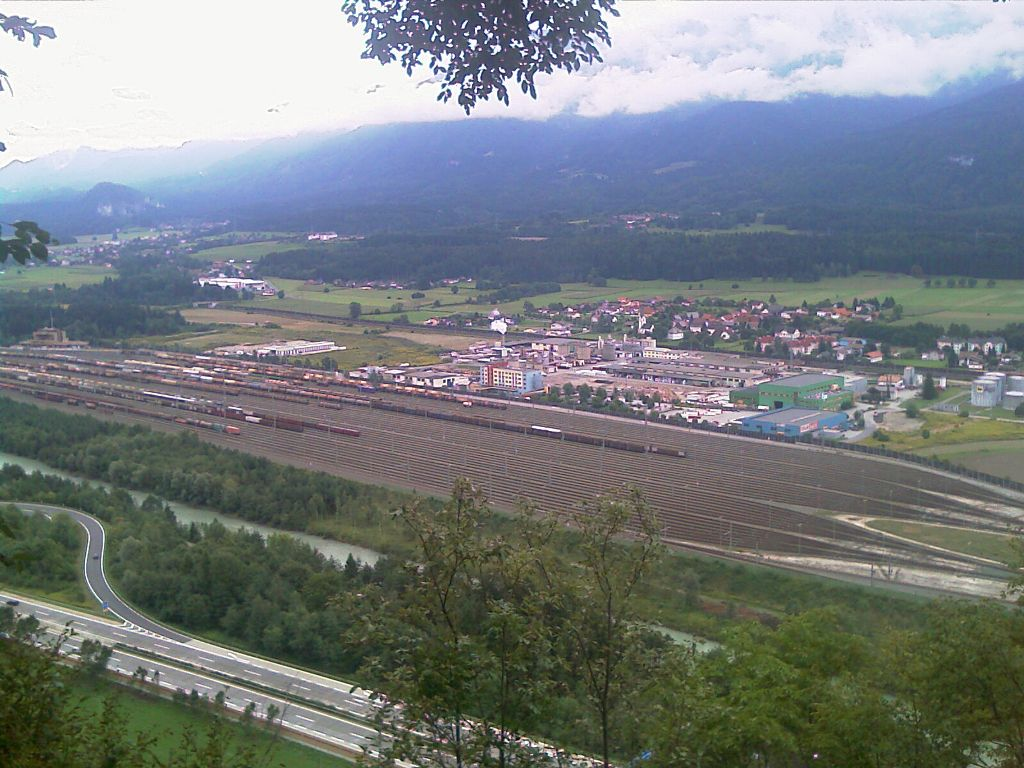
Verschiebebahnhof Fürnitz

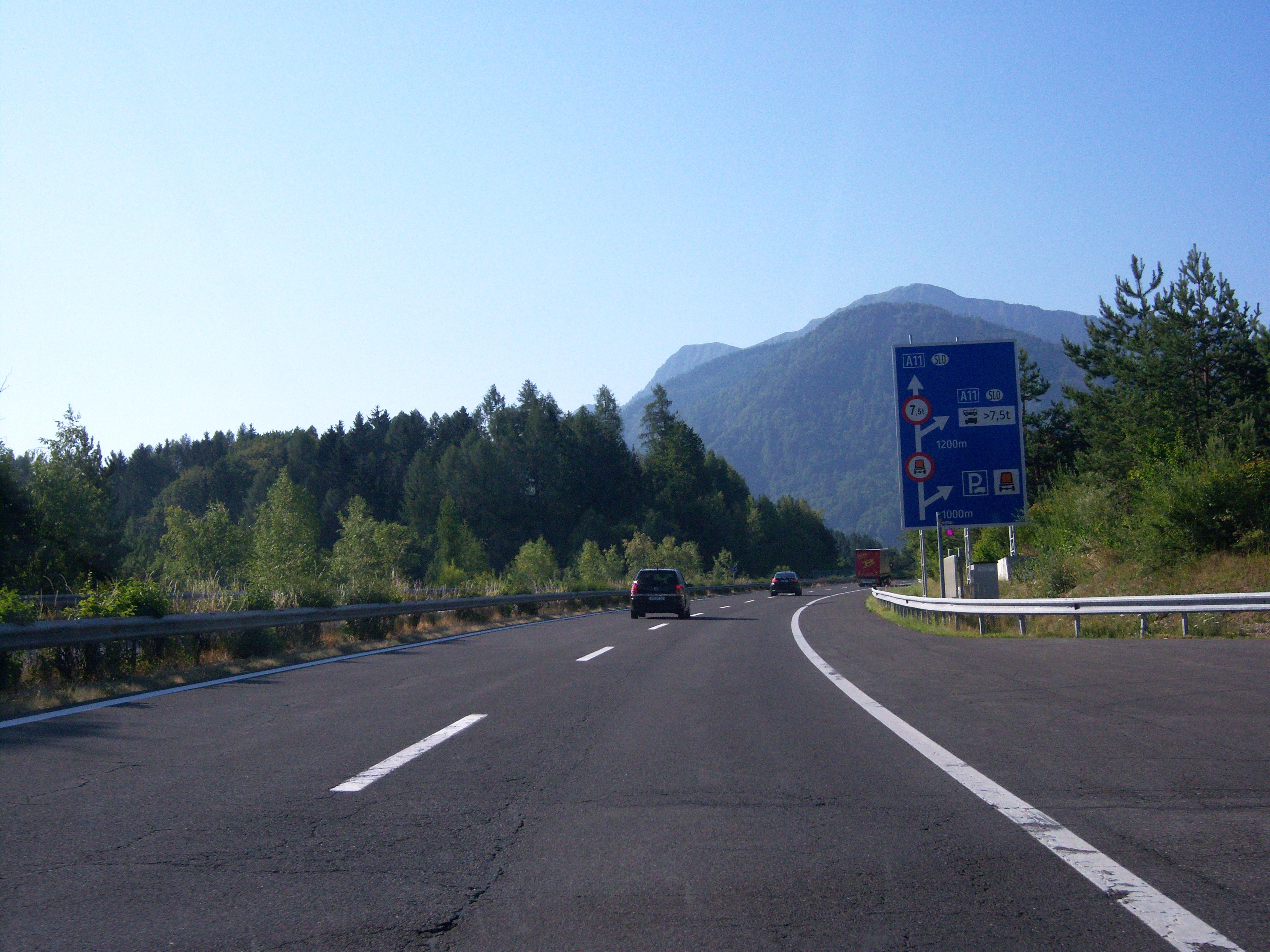
A11 Karawankenautobahn

### Infrastruktur / Verkehr
- Eisenbahn: Der zentrale Bahnhof befindet sich zwar im Bezirk Villach Stadt, aber auch der Bezirk Villach-Land hat ausgezeichnete Bahnverbindungen: Die Südbahn, die von Wien über Klagenfurt nach Villach und weiter über das Kanaltal nach Italien führt, die Tauernbahn, die Villach mit Salzburg verbindet, sowie die Bahnlinie durch den Karawankentunnel nach Slowenien und die Gailtalbahn nach Hermagor.
- Straße: Ebenso gut ist der Bezirk über Straßen gut angebunden: Die Süd Autobahn von Wien über Villach nach Italien, die Tauern Autobahn Richtung Salzburg und die Karawanken Autobahn nach Slowenien.[3]